# Einwegschiff
Als Einwegschiff (englisch disposable ship) wurde im 19. Jahrhundert ein Seeschiff bezeichnet, das einzig zum Transport großer Mengen Bauholz gebaut wurde und bei dem auch der Schiffskörper im Grunde zur Ladung gehörte. Auch das Holz des Schiffskörpers diente der schnellen Verwertung, denn das Schiff wurde sorgfältig abgebrochen und das Holz ebenfalls verkauft.

## Geschichte

### Binnenschifffahrt

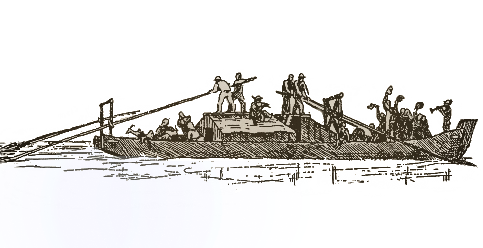
Historische Darstellung einer Ulmer Schachtel

In früheren Zeiten wurden schwere Lasten wie Steine und Getreide hauptsächlich mit Schiffen transportiert. Ein Nachteil war die geringe Ladekapazität der Schiffe und eine nicht oder nur eingeschränkt vorhandene Möglichkeit des Fortbewegens der Schiffe flussaufwärts gegen die starke Strömung der Flüsse. Daher wurden häufig Einwegschiffe eingesetzt, die mit der Strömung der Flüsse zu Tal trieben (Naufahrt). Das Holz dieser oft nur grob gebauten Schiffe wurde am Endpunkt der Reise vielfältig und vollständig weiterverwendet. Auf dem Ober- und Mittelrhein wurde die Lauertanne so genutzt. Eine böhmische Variante der Zille wurde an der Moldau gebaut und ebenfalls meist als Einwegschiff mit Fracht über die Elbe bis in die Märkischen Gebiete gefahren.
In der Flussschifffahrt des Voralpenraums wurden die Plätten und Zillen, unter anderem die Ulmer Schachteln, verwendet. Plätten waren für den Gütertransport bestimmt und wurden meist wie Flöße nach der Talfahrt am Bestimmungsort als begehrtes Bau- und Nutzholz oder zur Weiternutzung als Lastkahn verkauft. Im Heckbereich waren sie überdacht, wenn wertvollere Ladung zu schützen war. Die einfache Konstruktion machte sie als Einwegschiff billig, der fehlende Kiel unempfindlicher gegen die Untiefen der meist nur periodisch genügend Wasser führenden Gebirgsflüsse.

### Seefahrt

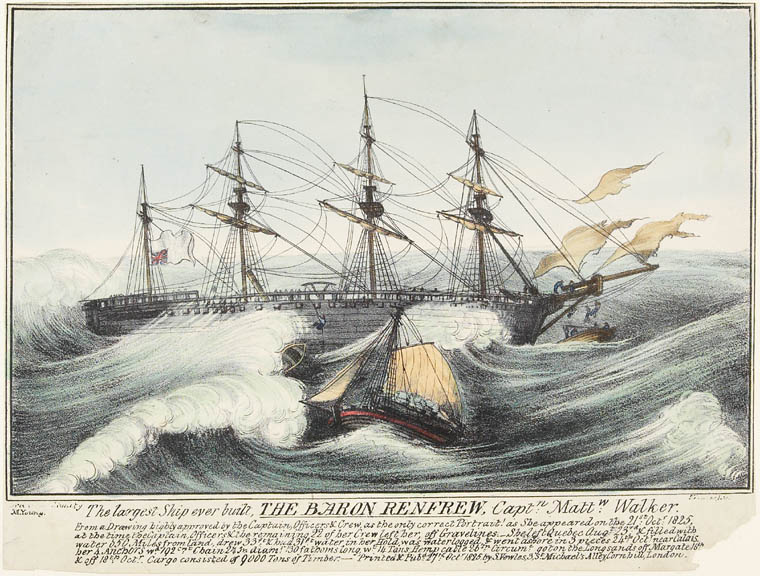
Die Baron of Renfrew, Lithografie von Peter Winkworth

Im 19. Jahrhundert erreichte im Vereinigten Königreich die Einfuhrsteuer für Bauholz aus der Neuen Welt 275 Prozent des Wertes der eigentlichen Holzfracht der Schiffe. Das Bauholz des Schiffes, welches Holz transportierte, war dagegen von den hohen britischen Einfuhrzöllen auf Eichen- und Kiefernholz nicht betroffen. Die Schiffe wurden aus grob behauenen Kanthölzern, oft doppellagig montiert, gebaut und nur oberflächlich, manchmal gar nicht kalfatert. Viele Schiffe dieser Bauart waren nach seemännischen Regeln nur bedingt seetüchtig und die Besatzungen zusammengewürfelt und nur mangelhaft oder gar nicht ausgebildet. Je mehr Holz im Schiffsrumpf verbaut war, umso höher war der zu erwartende Gewinn unter Umgehung der Zollabgaben. Nach der Ankunft in britischen Häfen und dem Löschen der Ladung wurden die Schiffe aufgelegt und sorgfältig demontiert. Das Holz wurde als Bauholz, aber auch für den Schiffbau verwendet. So kam es vor, dass das Holz britischer Schiffe schon eine Atlantikquerung als Schiff hinter sich hatte, bevor das neue britische Schiff überhaupt zu einer Jungfernfahrt einen Hafen verlassen hatte.
Für viele Schiffe des 19. Jahrhunderts war die Rückreise von England nach Nordamerika aufgrund des geringen Ladungsaufkommens und ungünstiger Zollgesetze ohnehin unrentabel. Eine Rückreise mit geringer Ladung erforderte in der Regel die Verwendung von Ballaststeinen, um die Stabilität des Schiffes während der Überfahrt zu gewährleisten. Feldsteine hatten keinen besonderen kommerziellen Wert und das Be- und Entladen war teuer und zeitaufwendig. Nachdem die britische Regierung die Einfuhrzölle auf Holzladungen verringerte, wurde diese Form des Schiffbaus eingestellt. Eines der größten Einwegschiffe, das je zum Einsatz kam, war die Baron of Renfrew.